# 林清波
林清波（1953年11月18日—），臺灣教育家，2003年SARS期間國中基測生物科工作人員。國立台灣師範大學教育研究所畢業。曾任國立武陵高級中學校長。
於1979年至1982年間於桃園縣立桃園國中擔任導師的第一屆，全班52人，建國中學7人、北一女中2人，附中、成功、中山、景美合計10人，武陵高中27人、桃園高中6人。

## 學歷
- 台灣省立板橋高級中學(今新北市立板橋高中)畢業[2]。
- 國立彰化師範大學畢業[2]。
- 國立台灣師範大學畢業[2]。

## 荣誉

### 外国勋章奖章
- 旭日小绶章（日本，2024年11月3日公布[3]）